# 廖万清
廖万清（1938年11月11日—），广东梅县人，出生于新加坡，中国医学真菌病学专家、皮肤性病学专家。

## 生平
1961年毕业于中国人民解放军第四军医大学。2009年当选为中国工程院院士。